# Brennet (Willmering)
Brennet ist ein Gemeindeteil der Gemeinde Willmering im Landkreis Cham des Regierungsbezirks Oberpfalz im Freistaat Bayern.

## Geografie
Brennet liegt auf dem Nordosthang der 494 Meter hohen Luitpoldhöhe 700 Meter südlich von Willmering auf der Südwestseite der Bundesstraße 22. Nördlich von Brennet verläuft die Bahnstrecke Cham–Waldmünchen. Der nächste Haltepunkt ist Willmering 900 Meter nördlich von Brennet.

## Geschichte
Brennet wurde im Steuerdistriktsverzeichnis von 1811 erstmals schriftlich erwähnt. In der Kirchenmatrikel von 1838 und in den historischen Karten aus dem Anfang des 19. Jahrhunderts ist es nicht aufgeführt. 1861 umfasste die Gemeinde Willmering die Ortschaften Brennet, Mühlwiese, Neugeigen, Nunsting, Prienzing, Stegmühle, Willmering und Zifling.

## Pfarreizugehörigkeit
Brennet gehörte zunächst zur Pfarrei Chammünster, dann zum Teil zur Pfarrei St. Jakob, Cham und zum anderen Teil zur Pfarrei Waffenbrunn. 1997 hatte Brennet insgesamt 223 Katholiken, davon gehörten 98 Katholiken zur Pfarrei St. Jakob, Cham und 125 Katholiken zur Pfarrei Waffenbrunn.

## Einwohnerentwicklung ab 1861
In den Amtlichen Ortsverzeichnissen für Bayern von 1950, 1961 und 1970 wurde Brennet nicht gesondert aufgeführt.

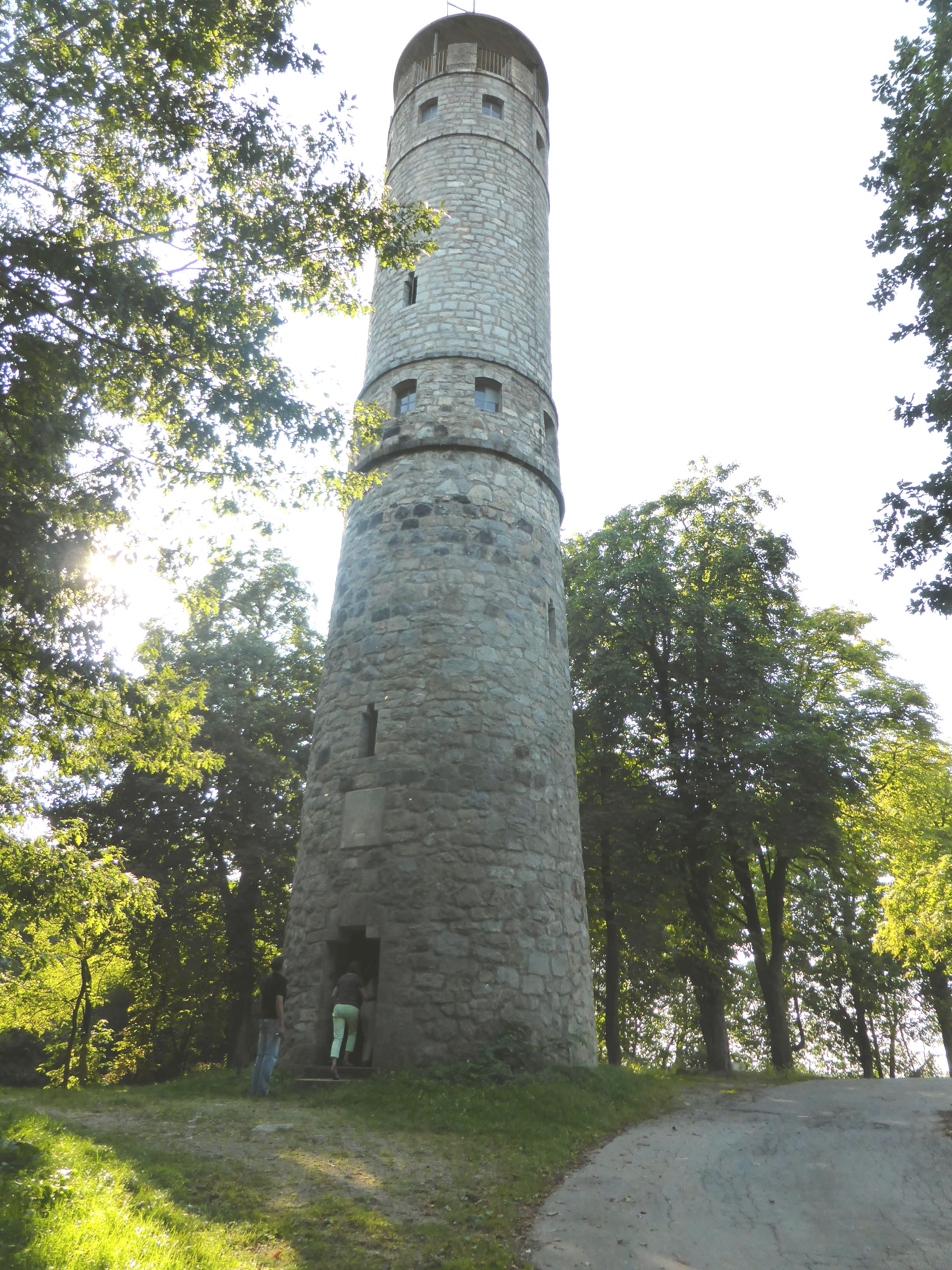
Luitpoldturm südwestlich von Brennet

| Jahr | Einwohner | Gebäude |
| ---- | --------- | ------- |
| 1861 | 14        | 12      |
| 1871 | 38        | 22      |
| 1885 | 18        | 1       |
| 1900 | 18        | 1       |

| Jahr | Einwohner | Gebäude |
| ---- | --------- | ------- |
| 1913 | 20        | 3       |
| 1925 | 13        | 3       |
| 1987 | 208       | 50      |
| 2011 | 213       | k. A.   |

## Denkmalschutz und Tourismus
Am Südrand von Brennet führen der Pandurensteig und der Mountainbikeweg MTB-Tour 24 vorbei.
800 Meter südwestlich von Brennet erhebt sich die 494 Meter hohe Luitpoldhöhe mit dem denkmalgeschützten, 26 Meter hohen Luitpoldturm der eine Aussicht über das Regental, die Cham-Further Senke bis hin zu den Bergen des Bayerischen Waldes bietet.